# Coelorinchus melanobranchus
Coelorinchus melanobranchus är en fiskart som beskrevs av Akitoshi Iwamoto och Merrett, 1997. Coelorinchus melanobranchus ingår i släktet Coelorinchus och familjen skolästfiskar. Inga underarter finns listade i Catalogue of Life.